# أبتشك
أبتشك (بالفارسية: ابچک) هي قرية تقع في قسم بشتكوة موغوئي الريفي (مقاطعة فريدون شهر) في إيران. يقدر عدد سكانها بـ 70 نسمة بحسب إحصاء 2016.